# Saint-Estèphe (Gironda)
Saint-Estèphe è un comune francese di 1 712 abitanti situato nel dipartimento della Gironda nella regione della Nuova Aquitania.

## Società

### Evoluzione demografica
Abitanti censiti

## Amministrazione

### Gemellaggi
- Bevern, Germania